# 聯合國安全理事會第2580號決議
聯合國安全理事會第2580號決議于2021年6月8日在联合国安全理事会的一次非公开会议上以鼓掌方式通过，安理会审议了关于任命联合国秘书长的建议问题，建议大会任命安东尼奥·古特雷斯先生连任秘书长，自2022年1月1日至2026年12月31日开启第二任期。
古特雷斯的当选毫无争议，各国立即批准了他的任命案。